# 秋田县立博物馆
秋田县立博物馆（英語：Akita Prefectural Museum）是一座位于日本秋田县的博物馆。

## 历史
1975年5月5日建成开馆，2004年4月29日进行翻新。位于秋田县立小泉潟公园内，是一个综合博物馆，集中展示秋田县的考古，历史，民俗，工艺，生物，地质方面概况。